# 4597 Consolmagno
A 4597 Consolmagno (ideiglenes jelöléssel 1983 UA1) a Naprendszer kisbolygóövében található aszteroida. Schelte J. Bus fedezte fel 1983. október 30-án.